# 佐敦谷南道
佐敦谷南道（英語：Jordan Valley South Road），位於昔日香港九龍佐敦谷邨內，連接振華道到佐敦谷北道。該街道為單程道路，只准許車輛由振華道一方駛進，起點在佐敦谷工廠大廈附近與振華道（現彩霞道與振華道交界附近）連接，後與佐敦谷北道及佐敦谷渠平行約800呎，然後轉向西北行350呎，終點盡頭在佐敦谷邨第9座附近的行車橋與佐敦谷北道會合。另外，並在北面與佐敦谷北道連接。由於佐敦谷邨於1996年拆卸，佐敦谷南道也被一併停用。

## 歷史
據港府於1966年6月16日發佈的第1628號政府憲示，公佈位於RDK126圖則內以粉紅及藍色標示的街道，其中文名稱為佐頓谷南道及佐頓谷北道。但港府在該處設置路牌時錯誤將佐頓谷南道及佐頓谷北道變成佐敦谷南道及佐敦谷北道，故此道路的錯誤中文名稱便沿用至其停用當天。佐敦谷南道與佐敦谷邨同時於1959年啟用。佐敦谷南道與佐敦谷北道在邨內連接成一條馬蹄型的單程路，本身是為了方便車輛由振華道進入佐敦谷邨內部，一直都是邨內的主要道路。
當時佐頓谷南道兩旁的徙置大厦包括佐敦谷邨第1-2及6-9座。

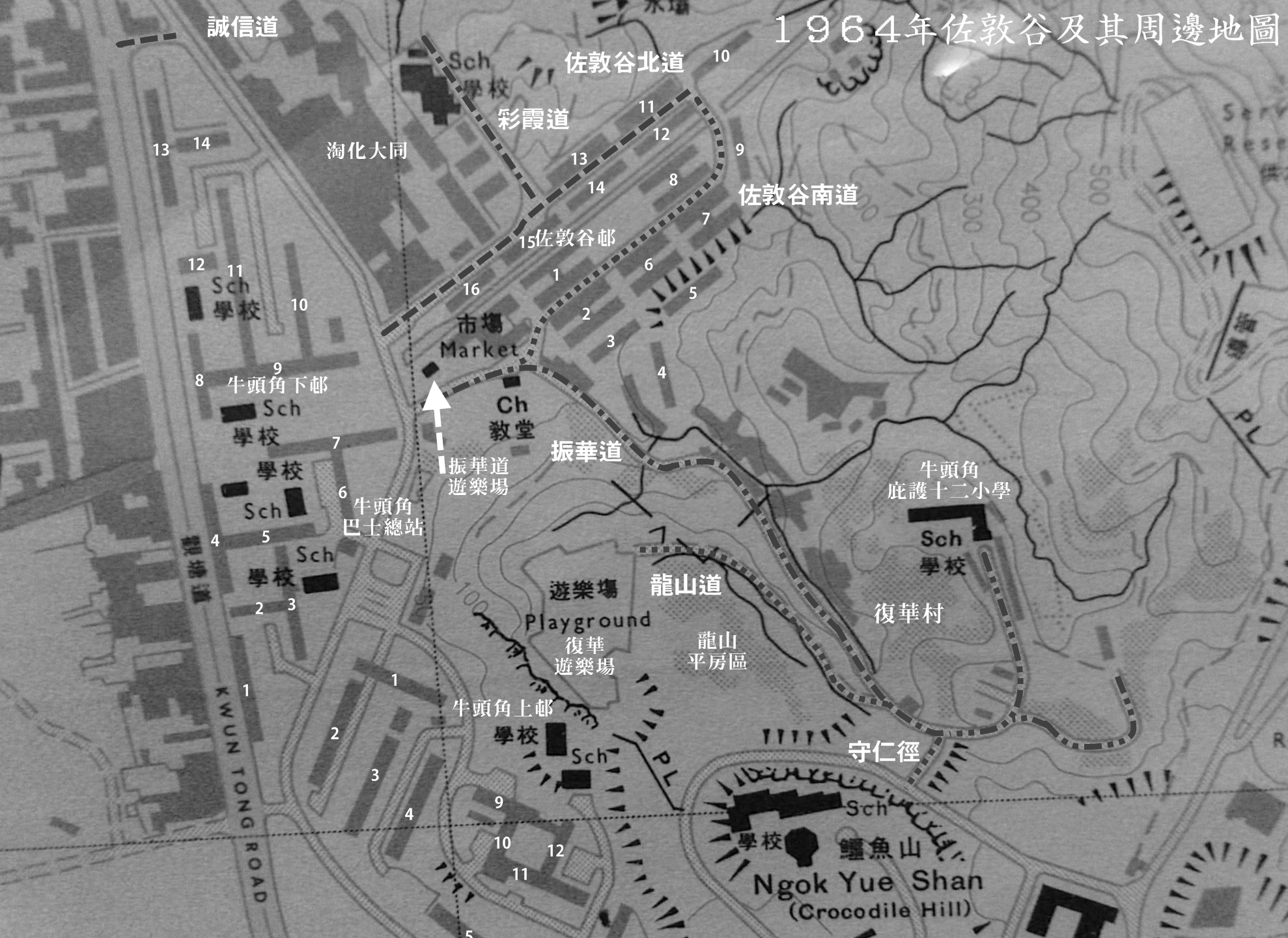
1964年振華道一帶的地圖

2017年5月政府刊憲，宣布删除此街道名稱。

## 遺址
佐敦谷邨於1996年開始清拆，由於佐敦谷南道位於邨中心，加上已計畫在原址興建佐敦谷游泳池，佐敦谷南道必須停用。縱然如此，佐敦谷南道連接佐敦谷北道的小橋、佐敦谷南道後段部份仍然存在。而一直被佐敦谷邨阻礙，無法直通振華道的彩霞道，佐敦谷邨拆卸後已直通振華道。道路現已改建為佐敦谷游泳池職員通道、位置大約於佐敦谷游泳池內部。入口的大閘為昔日佐敦谷南道北面入口。現在還可以於彩霞道及佐敦谷游泳池找到昔日佐敦谷南道的遺跡。

## 連接的道路
- 振華道
- 佐敦谷北道

## 圖片集

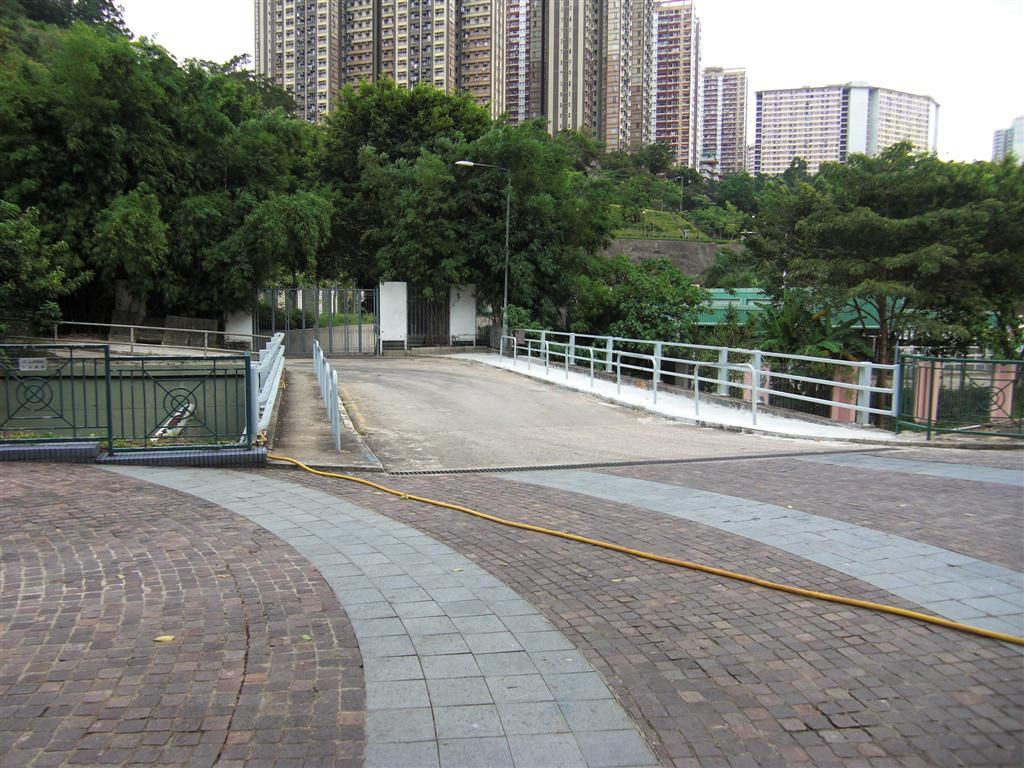
佐敦谷南道小橋
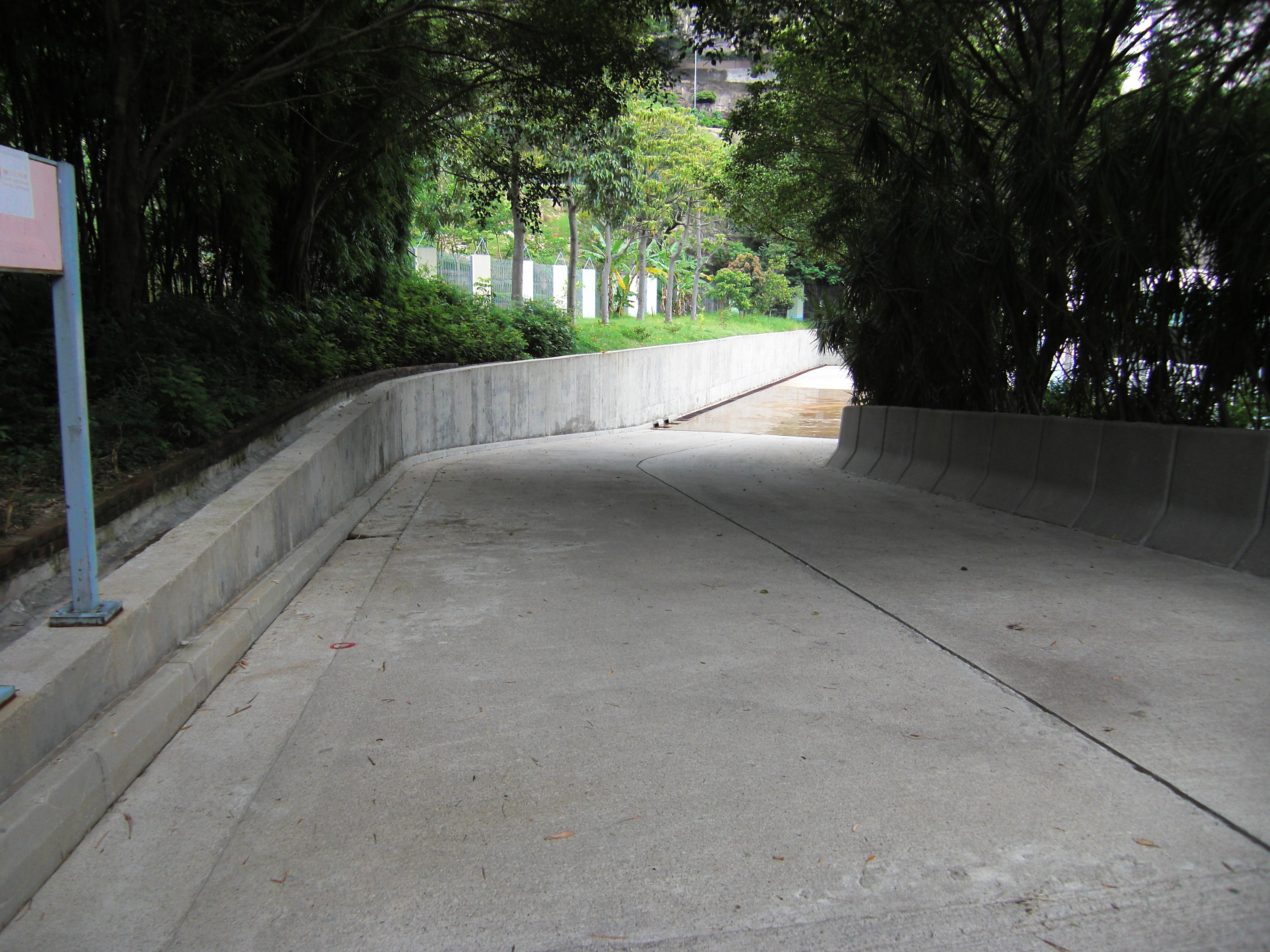
佐敦谷游泳池內的佐敦谷南道北面入口
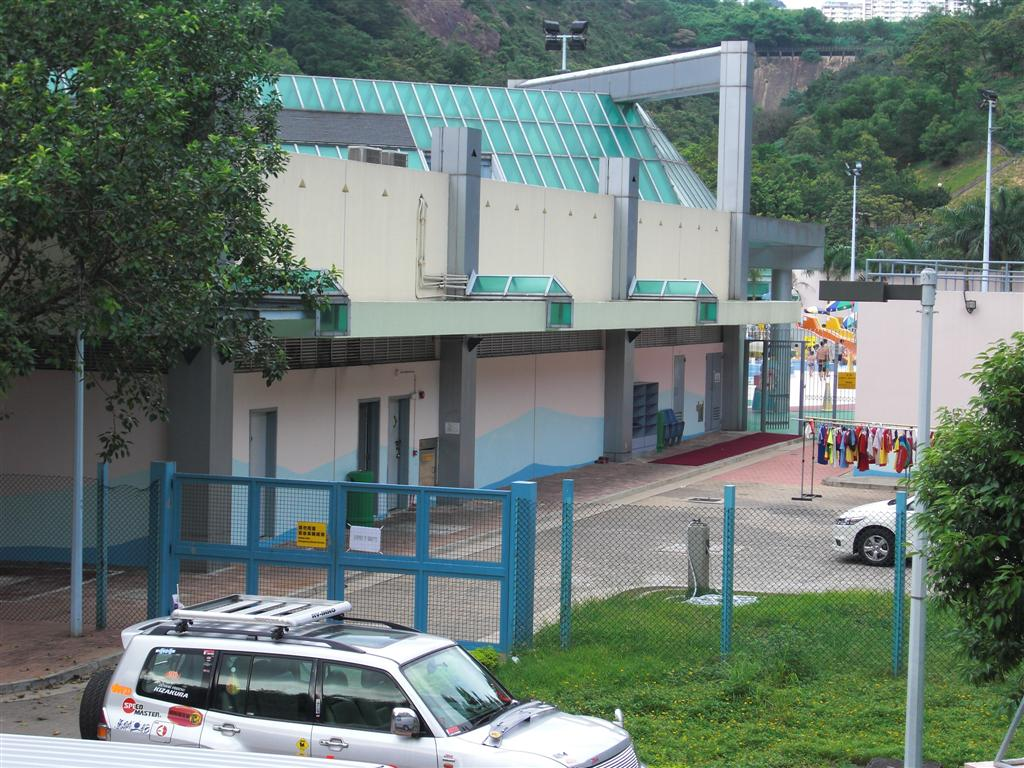
佐敦谷游泳池內的佐敦谷南道南面入口

## 外部連結
- 香港地方 討論文庫 － 復華村及龍山路（页面存档备份，存于）
- 中原地圖 - 佐敦谷嬉水泳池 附近 的詳細資料

## 相關
- 牛頭角
- 佐敦谷
- 佐敦谷邨
- 振華道